# Ovidijus Varanauskas
Ovidijus Varanauskas (Vilnius, 23 febbraio 1991) è un cestista lituano.